# 반달

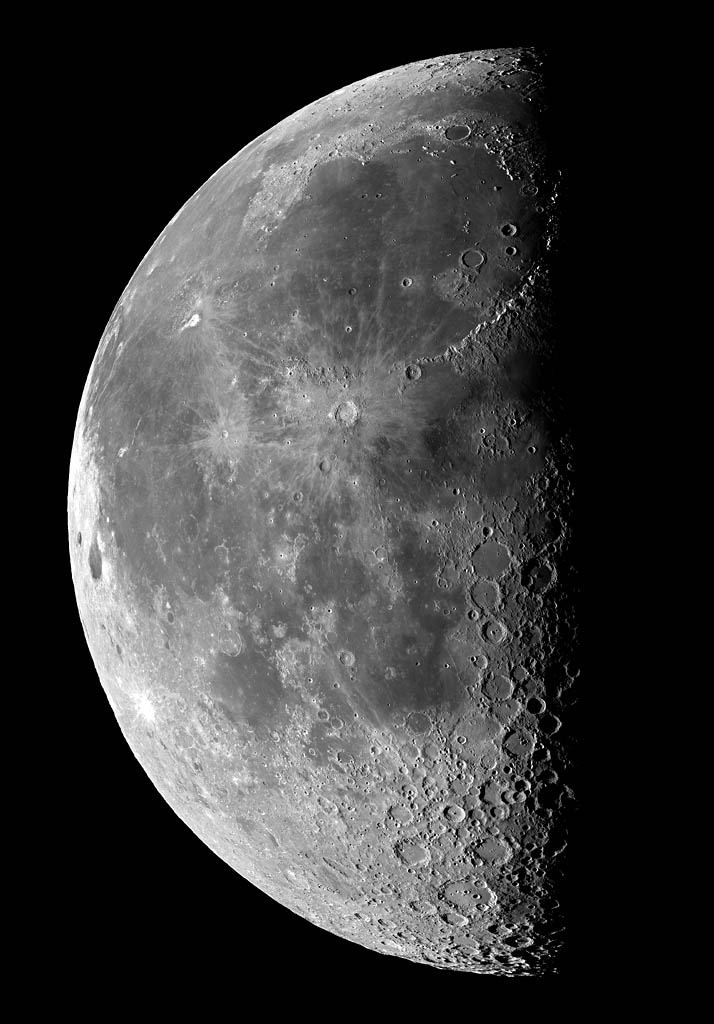
하현 달

반달은 반원 모양의 달로 반월(半月)이라고도 한다.

## 상현달
음력으로 매달 7~8일경 이른 밤에 뜨는 달이다. 정오 무렵에 떠올라서 오후 6시경에 정점에 있고, 자정 무렵에 지평선 아래로 내려간다. 지구에서 보았을 때 오른쪽이 보이는 달이다.

## 하현달
음력으로 매달 22~23일경 늦은 밤에 뜨는 달이다. 자정 무렵에 떠올라서 오전 6시경에 정점에 있고, 정오 무렵에 지평선 아래로 내려간다. 지구에서 보았을 때 왼쪽이 보이는 달이다.